# Русский мир (фонд)
Фонд «Русский мир» — российская государством организованная некоммерческая организация, декларирующая своей целью популяризацию русского языка и русской культуры, а также поддержку программ изучения русского языка в различных странах мира. Фонд был создан президентом РФ Владимиром Путиным в 2007 году. На начало 2022 года фонд поддерживал сеть из 104 центров в 52 странах и 128 кабинетов в 57 странах.
Согласно изданию 2023 года «Evaluating NATO Enlargement: From Cold War Victory to the Russia-Ukraine War» деятельность фонда была направлена прежде всего на Украину, согласно тому же изданию  Путин профинансировал создание фонда в основном из средств бюджета России.
Из-за непрозрачного финансирования и следования политической линии Москвы центры фонда «Русский мир» стали ключевым каналом российской пропаганды. Фонд находится под международными санкциями всех стран Евросоюза, Украины, Канады и Швейцарии за поддержку вторжения России на Украину. На Западе сам фонд и продвигаемые им одноимённые идеи ассоциируются с империализмом, тоталитаризмом и русским ирредентизмом.

## История
Фонд создан 21 июня 2007 года указом Президента Российской Федерации В. В. Путина № 796. Фонд зарегистрирован как общественная организация. Учредителями Фонда от имени Российской Федерации являются:
- Министерство иностранных дел Российской Федерации (МИД России)
- Министерство образования и науки Российской Федерации (Минобрнауки России)

18 сентября 2023 года стало известно, что Вячеслав Никонов, занимавший пост руководителя фонда с момента его учреждения, покинет пост председателя правления фонда «Русский мир». Его место займёт сотрудник Министерства иностранных дел РФ Александр Алимов.

## Финансирование
По словам Донаты Мотузайте, журналиста информационного агентства BNS (Литва), на первые два года (2007—2008) из федерального бюджета России фонду был выделен 1 млрд рублей.
В Законе о федеральном бюджете на 2009 год на финансирование фонда выделено 500 млн руб.

## Проекты
- Русские центры и Кабинеты Русского мира — целевая программа Фонда, направленная на создание за рубежом благоприятных условий для получения информации о Русском мире и совершенствования языковых навыков. Особенности программы: индивидуальный подход при формировании и разнообразие содержательного наполнения; оперативность в реализации; компактность размещения на малых площадях, не требующих специального оборудования и персонала по его обслуживанию; открытый доступ к коллекции[прояснить].
- Ежегодно 4 ноября проводится Ассамблея Русского мира, позиционируемая как самое масштабное событие в деятельности Фонда. В её рамках проходят подиумные дискуссии, круглые столы, тематические секции, практикумы по проблемам в сфере русского языка, культуры, истории и философии Русского мира. Этот ежегодный международный форум нацелен на отражение современного творческого и интеллектуального потенциала Русского мира, растущего международного интереса к изучению русского языка и культуры.
- Педагогический форум Русского мира — ежегодные международные педагогические форумы представляют собой площадку, на которой российские и зарубежные русисты обсуждают актуальные проблемы преподавания русского языка и литературы. Гостями форумов становятся ведущие специалисты в этой области, те, кто видит своей главной задачей сохранить и передать новым поколениям духовное и культурное достояние России — её историю, язык и литературу.
- Программа «Профессор Русского мира» — нацелена на систематизацию работы по командированию российских специалистов за рубеж по приглашениям их иностранных партнеров и организацию преподавания русского языка и других предметов на местах.
- Фонд «Русский мир» реализует ряд совместных проектов с рядом партнерских организаций, в том числе с Россотрудничеством в области популяризации русского языка и литературы, многонациональной культуры народов Российской Федерации, поддержки программ изучения русского языка за рубежом[14].

## Санкции
21 июля 2022 года, в связи с вторжением России на Украину, фонд Русский был включен в санкционный список Евросоюза за «распространение прокремлевской и антиукраинской пропаганды, оправдания военной агрессии России против Украины, за поддержку незаконной аннексии Крыма и Севастополя и признания Российской Федерацией так называемых сепаратистских „народных республик“ в Донбассе». По мнению Евросоюза, фонд использовался в качестве инструмента влияния в постсоветских странах, а также он отвергал легитимность Украины как суверенного государства и выступал за объединение её с Россией.
3 февраля 2023 года фонд внесён в санкционный список Канады как причастный к распространению российской дезинформации и пропаганды.
Кроме того, фонд входит в санкционные списки Украины и Швейцарии.